# Cainochoerus
Cainochoerus — вимерлий рід парнопалих, який мешкав у міоцені та пліоцені в Африці. Cainochoerus був дуже малим хутким поросям. Спочатку він був описаний як вид пекарі на основі його простих премолярів з одним горбком. Серед живих свиней аналогом можна вважати маленьку карликову свинку.